# L'amore trasparente
L'amore trasparente è una raccolta di poesie del 1997 dello scrittore italiano Aldo Busi.

## Contenuti
Il volume si presenta come una raccolta di canzoni-poesie.
Dopo aver patito insonnie da scrittore a causa della partecipazione al Dopofestival del Festival di San Remo 1996, che definisce "Festival di San Niente", Aldo Busi decide di scrivere lui stesso una serie di testi destinati al mercato della canzone, dando però loro un linguaggio da scrittore.
Nel 1999 il gruppo rock italiano Timoria è il primo a utilizzare uno di questi testi, L'amore è un drago dormiente, per aggiungervi le musiche e pubblicarlo nello stesso anno nell'album dal titolo 1999 su etichetta Polygram.

## Edizioni
- Aldo Busi, L'amore trasparente. Canzoniere, Milano, Mondadori, 1997.